# Hiroaki Suga
Hiroaki Suga (jap. 菅 裕明 Suga Hiroaki, * 1963 in Okayama) ist ein japanischer Chemiker und Hochschullehrer an der Universität Tokio (Organische Chemie, Bioorganische Chemie).

## Leben
Suga studierte Chemieingenieurwesen an der Universität Okayama mit dem Bachelor-Abschluss 1986 und dem Master-Abschluss 1989 (dazwischen studierte er an der Universität Lausanne bei Manfred Schlosser) und wurde 1994 am Massachusetts Institute of Technology bei Satoru Masamune promoviert. 1994 bis 1997 war er Post-Doktorand am Massachusetts General Hospital und der Harvard Medical School bei Jack W. Szostak. 1997 wurde er Assistant Professor und 2002 Associate Professor an der State University of New York at Buffalo, 2003 Associate Professor und bald darauf Professor am Research Center for Advanced Science and Technology der Universität Tokio und 2010 Professor an deren Graduate School of Science.
Er befasst sich mit bioorganischer Chemie und Biotechnologie verbunden mit RNA, RNA-Aminosäuren-Translation und Peptiden. Er entwickelte eine Methode der Reprogrammierung der Translation von RNA in Aminosäuren, die auch nicht-natürliche Aminosäuren (wie N-Methyl-Aminosäuren) und den Aufbau pseudo-natürlicher Peptide und Proteine umfasst (Random non-standard Peptide Integrated Discovery, RaPID). Sie beinhaltet auch ein Verfahren zur Bildung von Makrozyklen aus Peptiden, ein Display-System und ermöglicht den Aufbau großer Bibliotheken (in der Größenordnung von Billionen verschiedener Strukturen) und eine schnelle effiziente Testmöglichkeit gegen verschiedene Targets für potentielle Medikamente.
2014 erhielt er den Akabori Memorial Award der Japanese Peptide Society, 2016 die Max-Bergmann-Medaille für den RaPID Weg zur Entdeckung pseudo-natürlicher Peptide für therapeutische Zwecke, 2019 den Vincent du Vigneaud Award und 2020 die Prelog-Medaille und -Vorlesung. Er ist für die Periode 2022–2023 Präsident der  Chemical Society of Japan. 2023 wurde er mit dem Wolf-Preis in Chemie ausgezeichnet.

## Schriften (Auswahl)
- mit Y. Yamagishi u. a.: Natural product-like macrocyclic N-methyl-peptide inhibitors against a ubiquitin ligase uncovered from a ribosome-expressed de novo library, Chemistry & Biology, Band 18, 2011, S. 1562–1570
- mit Y. Tanaka, O. Nureki u. a.: Structural basis for the drug extrusion mechanism by a MATE multidrug transporter, Nature, Band 496, 2013, S. 247–251
- mit T. Passioura: Reprogramming the genetic code in vitro, Trends in Biochemical Sciences, Band 39, 2014, 400–408
- mit K. Ito u. a.: Artificial human Met agonists based on macrocycle scaffolds, Nature Communications, Band 6, 2015, S. 6373
- mit Y. Iwane u. a.: Expanding the amino acid repertoire of ribosomal polypeptide synthesis via the artificial division of codon boxes, Nature Chemistry, Band 8, 2016, S. 317–325